# Jimmy Millar
James "Jimmy" Millar (født 20. november 1934 i Edinburgh, Skotland, død 20. oktober 2022) var en skotsk fodboldspiller (angriber) og træner.
Millar tilbragte hele sin 17 år lange karriere i hjemlandet, hvor han blandt andet spillede 12 år for Glasgow-storklubben Rangers. Her var han med til at vinde tre skotske mesterskaber, fem FA Cup-titler samt tre udgaver af Liga Cuppen. Han havde også ophold hos Dunfermline og Dundee United.
Millar spillede desuden to kampe for Skotlands landshold, som han debuterede for 8. marts 1963 i en venskabskamp mod Østrig.

## Titler
Skotsk mesterskab
- 1961, 1963 og 1964 med Rangers

FA Cup
- 1960, 1962, 1963, 1964 og 1966 med Rangers

Scottish League Cup
- 1961, 1962 og 1965 med Rangers